# فشالم
فشالم، روستایی از توابع بخش مرکزی شهرستان شفت در استان گیلان ایران است.

## جمعیت
این روستا در دهستان ملاسرا قرار دارد و براساس سرشماری مرکز آمار ایران در سال ۱۳۸۵، جمعیت آن ۲۱۱ نفر (۶۰خانوار) بوده‌است.